# Groupement de Recherche et d’Etudes en Gestion à HEC Paris
Groupement de Recherche et d’Etudes en Gestion à HEC Paris (GREGHEC) egy CNRS - HEC Paris közös kutatólaboratórium. A HEC campusán található Jouy-en-Josasban.
A GREGHEC az egyik legnagyobb közös kutatólaboratórium a közgazdaságtan és menedzsment területén Franciaországban.

## Részletek
A központ a Francia Nemzeti Tudományos Kutatási Központ és a HEC Paris része. Jouy-en-Josasban található. Körülbelül 60 diák vesz részt a tanév PhD fokozata feletti osztályokban. A központ 120 kart tömörít. A GREGHEC laboratórium kutatásait a menedzsment köré építi, és számos interdiszciplináris vizsgálatot is végez. A kutatás elsősorban a közgazdaságtanra és a menedzsmenttudományokra összpontosul.
A központban számos program áll az egyetemi és posztgraduális hallgatók, valamint a oktatók számára a gazdaság fogalmának népszerűsítésére. A központ számos kezdeményezése felhívta a figyelmet a gazdaságra és a menedzsmentre egyaránt Jouy-en-Josas közösségében és az egész országban.